# Five Dances
Five Dances (tj. Pět tanců) je americký hraný film z roku 2013, který režíroval Alan Brown podle vlastního scénáře. Film zachycuje osudy pěti tanečníků zkoušejících nové vystoupení pro Broadway.

## Děj
Chip, Theo, Katie a Cynthia intenzivně nacvičují pod vedením Anthonyho sérii pěti tanců pro nové baletní představení. Chip přijel do New Yorku teprve nedávno a nikoho ve městě nezná. Prozatím přespává kde se dá, jeho matka mu často volá, aby se vrátil domů na Středozápad. Od ostatních tanečníků si zpočátku udržuje odstup, ale postupně se s nimi sbližuje. Tajně přespává v taneční místnosti, Katie mu nabídne přespání ve svém bytě. Mezi pěti tanečníky se vytvářejí vztahy. Cynthie se zná z Anthonym už od dob studií a obnoví svůj vztah, přestože je Cynthie již vdaná. Chip uvažuje, zdali má vzdát svou kariéru a vrátit se k matce, protože se ve městě cítí opuštěný. Zůstává nicméně kvůli Theovi, který je do něj zamilovaný.

## Obsazení
| Ryan Steele      | Chip    |
| Reed Luplau      | Theo    |
| Catherine Miller | Katie   |
| Kimye Corwin     | Cynthia |
| Luke Murphy      | Anthony |

## Ocenění
- Rio Gay Film Festival: cena poroty za nejlepší celovečerní film, cena publika za nejlepší celovečerní film
- Mezinárodní LGBT filmový festival v Tel Avivu: nejlepší zahraniční film
- Iris Prize Festival v Cardiffu: nejlepší herec (Ryan Steele)